# Stirlingia simplex
Stirlingia simplex är en tvåhjärtbladig växtart som beskrevs av John Lindley. Stirlingia simplex ingår i släktet Stirlingia och familjen Proteaceae. Inga underarter finns listade i Catalogue of Life.